# Saint-Fiacre (Seine-et-Marne)
Saint-Fiacre település Franciaországban, Seine-et-Marne megyében. Lakosainak száma 490 fő (2022. január 1.). Saint-Fiacre Boutigny, Fublaines és Villemareuil községekkel határos.

## Népesség
A település népessége az elmúlt években az alábbi módon változott:
| Lakosok száma | 407  | 407  | 408  | 402  | 403  | 417  | 425  | 458  | 490  |
|               | 2013 | 2015 | 2016 | 2017 | 2018 | 2019 | 2020 | 2021 | 2022 |